# Grand Prix Niemiec 1951
Grand Prix Niemiec 1951 (oryg. Großer Preis von Deutschland) – szósta runda Mistrzostw Świata Formuły 1 w sezonie 1951, która odbyła się 29 lipca 1951 po raz pierwszy na torze Nürburgring.
14. Grand Prix Niemiec, pierwsze zaliczane do Mistrzostw Świata Formuły 1.

## Lista startowa
Na niebieskim tle kierowcy, który wycofali się przed treningiem.
| Nr      | Kierowca                | Zespół                            | Samochód            | Silnik                    | Opony |
| ------- | ----------------------- | --------------------------------- | ------------------- | ------------------------- | ----- |
| 71      | Alberto Ascari          | Ferrari                           | Ferrari 375         | Ferrari Type 375 4.5L V12 | P     |
| 72      | Luigi Villoresi         | Ferrari                           | Ferrari 375         | Ferrari Type 375 4.5L V12 | P     |
| 73      | Piero Taruffi           | Ferrari                           | Ferrari 375         | Ferrari Type 375 4.5L V12 | P     |
| 74      | José Froilán González   | Ferrari                           | Ferrari 375         | Ferrari Type 375 4.5L V12 | P     |
| 75      | Juan Manuel Fangio      | Alfa Romeo                        | Alfa Romeo 159      | Alfa Romeo 1.5L 8C        | P     |
| 76      | Giuseppe Farina         | Alfa Romeo                        | Alfa Romeo 159      | Alfa Romeo 1.5L 8C        | P     |
| 77      | Felice Bonetto          | Alfa Romeo                        | Alfa Romeo 159      | Alfa Romeo 1.5L 8C        | P     |
| 78      | Paul Pietsch            | Alfa Romeo                        | Alfa Romeo 159      | Alfa Romeo 1.5L 8C        | P     |
| 79      | Emmanuel de Graffenried | Enrico Platé                      | Maserati 4CLT-48    | Maserati 4 CL 1.5L        | P     |
| 80      | Paul Pietsch            | Enrico Platé                      | Maserati 4CLT-48    | Maserati 4 CL 1.5L        | P     |
| 81      | Maurice Trintignant     | Equipe Gordini                    | Simca-Gordini T15   | Simca-Gordini 15C 1.5L 4C | E     |
| 82      | Robert Manzon           | Equipe Gordini                    | Simca-Gordini T15   | Simca-Gordini 15C 1.5L 4C | E     |
| 83      | André Simon             | Equipe Gordini                    | Simca-Gordini T15   | Simca-Gordini 15C 1.5L 4C | E     |
| 84      | Louis Rosier            | Ecurie Rosier                     | Talbot-Lago T26C-DA | Talbot 23CV 4.5L 6C       | D     |
| 85      | Louis Chiron            | Ecurie Rosier                     | Talbot-Lago T26C    | Talbot 23CV 4.5L 6C       | D     |
| 86      | Philippe Étancelin      | Philippe Étancelin (prywatnie)    | Talbot-Lago T26C-DA | Talbot 23CV 4.5L 6C       | D     |
| 87      | Yves Giraud-Cabantous   | Yves Giraud-Cabantous (prywatnie) | Talbot-Lago T26C    | Talbot 23CV 4.5L 6C       | D     |
| 88      | Duncan Hamilton         | Duncan Hamilton (prywatnie)       | Talbot-Lago T26C    | Talbot 23CV 4.5L 6C       | D     |
| 89      | David Murray            | Scuderia Ambrosiana               | Maserati 4CLT-48    | Maserati 4CL 1.5L         | D     |
| 90      | Pierre Levegh           | Pierre Levegh (prywatnie)         | Talbot-Lago T26C    | Talbot 23CV 4.5L 6C       | D     |
| 91      | Rudi Fischer            | Ecurie Espadon                    | Ferrari 212         | Ferrari Type 375 4.5L V12 | P     |
| 92      | Toni Branca             | Antonio Branca (prywatnie)        | Maserati 4CLT-48    | Maserati 4CL 1.5L         | P     |
| 93      | Jacques Swaters         | Ecurie Belgique                   | Talbot-Lago T26C    | Talbot 23CV 4.5L 6C       | D     |
| 94      | Johnny Claes            | Ecurie Belge                      | Talbot-Lago T26C-DA | Talbot 23CV 4.5L 6C       | E     |
| 95      | Prince Bira             | Ecurie Siam                       | Maserati 4CLT-48    | Maserati 4CL 1.5L         | P     |
| 96      | Erik Lundgren           | Erik Lundgren (prywatnie)         | EL Special          | Ford V8                   | ?     |
| 97      | Chico Landi             | Escuderia Bandeirantes            | Maserati 4CLT-48    | Maserati 4CL 1.5L         | P     |
| Źródła: |                         |                                   |                     |                           |       |

Uwagi
1. 1 2  Paul Pietsch zgłosił się z numerem 80, lecz w kwalifikacjach i wyścigu pojechał w Alfie Romeo z numerem 78.

## Wyniki

### Kwalifikacje
Źródło: racing-reference.info
| P  | Nr | Kierowca                | Konstruktor(-silnik) | Opony | Czas       | Odstęp | Strata  |
| -- | -- | ----------------------- | -------------------- | ----- | ---------- | ------ | ------- |
| 1  | 71 | Alberto Ascari          | Ferrari              | P     | 9:55,8     | -      | -       |
| 2  | 74 | José Froilán González   | Ferrari              | P     | 9:57,5     | +1,7   | +1,7    |
| 3  | 75 | Juan Manuel Fangio      | Alfa Romeo           | P     | 9:59,0     | +1,5   | +3,2    |
| 4  | 76 | Giuseppe Farina         | Alfa Romeo           | P     | 10:01,1    | +2,1   | +5,3    |
| 5  | 72 | Luigi Villoresi         | Ferrari              | P     | 10:06,6    | +5,5   | +10,8   |
| 6  | 73 | Piero Taruffi           | Ferrari              | P     | 10:12,9    | +6,3   | +17,1   |
| 7  | 78 | Paul Pietsch            | Alfa Romeo           | P     | 10:15,7    | +2,8   | +19,9   |
| 8  | 91 | Rudi Fischer            | Ferrari              | P     | 10:23,8    | +8,1   | +28,0   |
| 9  | 82 | Robert Manzon           | Simca-Gordini        | E     | 10:28,9    | +5,1   | +33,1   |
| 10 | 77 | Felice Bonetto          | Alfa Romeo           | P     | 10:46,1    | +17,2  | +50,3   |
| 11 | 87 | Yves Giraud-Cabantous   | Talbot-Lago          | D     | 10:52,8    | +6,7   | +57,0   |
| 12 | 83 | André Simon             | Simca-Gordini        | E     | 10:57,5    | +4,7   | +1:01,7 |
| 13 | 85 | Louis Chiron            | Talbot-Lago          | D     | 11:00,2    | +2,7   | +1:04,4 |
| 14 | 81 | Maurice Trintignant     | Simca-Gordini        | E     | 11:07,5    | +7,3   | +1:11,7 |
| 15 | 84 | Louis Rosier            | Talbot-Lago          | D     | 11:08,2    | +0,7   | +1:12,4 |
| 16 | 79 | Emmanuel de Graffenried | Maserati             | P     | 11:25,6    | +17,4  | +1:29,8 |
| 17 | 92 | Toni Branca             | Maserati             | P     | 11:26,7    | +1,1   | +1:30,9 |
| 18 | 94 | Johnny Claes            | Talbot-Lago          | E     | 11:33,9    | +7,2   | +1:38,1 |
| 19 | 90 | Pierre Levegh           | Talbot-Lago          | D     | 11:41,9    | +8,0   | +1:46,1 |
| 20 | 88 | Duncan Hamilton         | Talbot-Lago          | D     | 11:49,3    | +7,4   | +1:53,5 |
| 21 | 86 | Philippe Étancelin      | Talbot-Lago          | D     | 11:52,9    | +3,6   | +1:57,1 |
| 22 | 93 | Jacques Swaters         | Talbot-Lago          | D     | 12:09,1    | +16,2  | +2:13,3 |
| 23 | 89 | David Murray            | Maserati             | D     | brak czasu |        |         |
| P  | Nr | Kierowca                | Konstruktor(-silnik) | Opony | Czas       | Odstęp | Strata  |

### Wyścig
Źródła:
| P                                                     | + / –     | Nr | Kierowca                | Konstruktor   | Opony | Okr. | Czas / Strata | Komentarz                |
| ----------------------------------------------------- | --------- | -- | ----------------------- | ------------- | ----- | ---- | ------------- | ------------------------ |
| 1                                                     | Bez zmian | 71 | Alberto Ascari          | Ferrari       | P     | 20   | 3h23m03,3     |                          |
| 2                                                     | 1         | 75 | Juan Manuel Fangio      | Alfa Romeo    | P     | 20   | +0:30,5       |                          |
| 3                                                     | 1         | 74 | José Froilán González   | Ferrari       | P     | 20   | +4:39,0       |                          |
| 4                                                     | 1         | 72 | Luigi Villoresi         | Ferrari       | P     | 20   | +5:50,2       |                          |
| 5                                                     | 1         | 73 | Piero Taruffi           | Ferrari       | P     | 20   | +7:49,1       |                          |
| 6                                                     | 2         | 91 | Rudi Fischer            | Ferrari       | P     | 19   | +1 okr.       |                          |
| 7                                                     | 2         | 82 | Robert Manzon           | Simca-Gordini | E     | 19   | +1 okr.       |                          |
| 8                                                     | 7         | 84 | Louis Rosier            | Talbot-Lago   | D     | 19   | +1 okr.       |                          |
| 9                                                     | 10        | 90 | Pierre Levegh           | Talbot-Lago   | D     | 18   | +2 okr.       |                          |
| 10                                                    | 12        | 93 | Jacques Swaters         | Talbot-Lago   | D     | 18   | +2 okr.       |                          |
| 11                                                    | 7         | 94 | Johnny Claes            | Talbot-Lago   | E     | 17   | +3 okr.       |                          |
| Niesklasyfikowani                                     |           |    |                         |               |       |      |               |                          |
|                                                       |           | 87 | Yves Giraud-Cabantous   | Talbot-Lago   | D     | 17   | +3 okr.       | wypadek                  |
|                                                       |           | 81 | Maurice Trintignant     | Simca-Gordini | E     | 13   | +7 okr.       | silnik                   |
|                                                       |           | 77 | Felice Bonetto          | Alfa Romeo    | P     | 12   | +8 okr.       | iskrownik                |
|                                                       |           | 88 | Duncan Hamilton         | Talbot-Lago   | D     | 12   | +8 okr.       | ciśnienie oleju          |
|                                                       |           | 78 | Paul Pietsch            | Alfa Romeo    | P     | 11   | +9 okr.       | wypadek                  |
|                                                       |           | 83 | André Simon             | Simca-Gordini | E     | 11   | +9 okr.       | silnik                   |
|                                                       |           | 76 | Giuseppe Farina         | Alfa Romeo    | P     | 8    | +12 okr.      | przegrzanie              |
|                                                       |           | 86 | Philippe Étancelin      | Talbot-Lago   | D     | 4    | +16 okr.      | skrzynia biegów          |
|                                                       |           | 85 | Louis Chiron            | Talbot-Lago   | D     | 3    | +17 okr.      | zapłon                   |
|                                                       |           | 92 | Toni Branca             | Maserati      | P     | 3    | +17 okr.      | silnik                   |
|                                                       |           | 79 | Emmanuel de Graffenried | Maserati      | P     | 2    | +18 okr.      | silnik                   |
| Nie wystartowali / niedopuszczeni do ponownego startu |           |    |                         |               |       |      |               |                          |
|                                                       |           | 89 | David Murray            | Maserati      | D     | 0    |               | wypadek w kwalifikacjach |
|                                                       |           | 95 | Prince Bira             | Maserati      | P     | 0    |               | nie przybył              |
|                                                       |           | 96 | Erik Lundgren           | EL-Ford       | ?     | 0    |               | nie przybył              |
|                                                       |           | 97 | Chico Landi             | Maserati      | P     | 0    |               | nie przybył              |
| P                                                     | + / –     | Nr | Kierowca                | Konstruktor   | Opony | Okr. | Czas / Strata | Komentarz                |

### Najszybsze okrążenie
Źródło: statsf1.com
| Nr | Kierowca           | Konstruktor | Czas   | Okr. |
| -- | ------------------ | ----------- | ------ | ---- |
| 75 | Juan Manuel Fangio | Alfa Romeo  | 9:55,8 | 12   |

### Prowadzenie w wyścigu
Źródło: statsf1.com
| Nr                              | Kierowca              | Konstruktor | Okrążenia  | Suma |
| ------------------------------- | --------------------- | ----------- | ---------- | ---- |
| 71                              | Alberto Ascari        | Ferrari     | 5-9, 15-20 | 11   |
| 75                              | Juan Manuel Fangio    | Alfa Romeo  | 1-4, 11-14 | 8    |
| 74                              | José Froilán González | Ferrari     | 10         | 1    |
| \| Wykres \| \| ------ \| \| \| |                       |             |            |      |
| Wykres                          |                       |             |            |      |
|                                 |                       |             |            |      |

## Klasyfikacja po wyścigu
Pierwsza piątka otrzymywała punkty według klucza 8-6-4-3-2, 1 punkt przyznawany był dla kierowcy, który wykonał najszybsze okrążenie w wyścigu. Klasyfikacja konstruktorów została wprowadzona w 1958 roku. Liczone było tylko 4 najlepsze wyścigi danego kierowcy.
Uwzględniono tylko kierowców, którzy zdobyli jakiekolwiek punkty
| P  | +/− | Kierowca                | Starty | Punkty  | P1 | P2 | P3 | PP | NO | NS |
| -- | --- | ----------------------- | ------ | ------- | -- | -- | -- | -- | -- | -- |
| 1  | 0   | Juan Manuel Fangio      | 5      | 27 (28) | 2  | 2  | –  | 3  | 4  | –  |
| 2  | +4  | Alberto Ascari          | 5      | 17      | 1  | 2  | –  | 1  | –  | 1  |
| 3  | +1  | José Froilán González   | 4      | 15      | 1  | 1  | 1  | 1  | –  | 1  |
| 4  | −2  | Giuseppe Farina         | 5      | 15      | 1  | –  | 1  | –  | 1  | 2  |
| 5  | −2  | Luigi Villoresi         | 5      | 15      | –  | –  | 3  | –  | –  | 1  |
| 6  | −1  | Lee Wallard             | 1      | 9       | 1  | –  | –  | –  | 1  | –  |
| 7  | 0   | Piero Taruffi           | 4      | 8       | –  | 1  | –  | –  | –  | 1  |
| 8  | −1  | Mike Nazaruk            | 1      | 6       | –  | 1  | –  | –  | –  | –  |
| 9  | 0   | Reg Parnell             | 2      | 5       | –  | –  | –  | –  | –  | –  |
| 10 | 0   | Luigi Fagioli           | 1      | 4       | 1  | –  | –  | –  | –  | –  |
| 11 | 0   | Consalvo Sanesi         | 4      | 3       | –  | –  | –  | –  | –  | 1  |
| =  | 0   | Louis Rosier            | 5      | 3       | –  | –  | –  | –  | –  | 1  |
| =  | 0   | Felice Bonetto          | 2      | 3       | –  | –  | –  | –  | –  | 1  |
| =  | 0   | Andy Linden             | 1      | 3       | –  | –  | –  | –  | –  | –  |
| 15 | 0   | Manny Ayulo             | 1      | 2       | –  | –  | 1  | –  | –  | –  |
| =  | 0   | Jack McGrath            | 1      | 2       | –  | –  | 1  | –  | –  | –  |
| 17 | 0   | Yves Giraud-Cabantous   | 4      | 2       | –  | –  | –  | –  | –  | 2  |
| =  | 0   | Emmanuel de Graffenried | 3      | 2       | –  | –  | –  | –  | –  | 2  |
| =  | 0   | Bobby Ball              | 1      | 2       | –  | –  | –  | –  | –  | –  |
| P  | +/− | Kierowca                | Starty | Punkty  | P1 | P2 | P3 | PP | NO | NS |